# Spy Hill n.º 152
Spy Hill n.º 152 es un municipio rural canadiense situado en la provincia de Saskatchewan.

## Superficie
Spy Hill n.º 152 tiene una superficie de 646,54 km².

## Demografía
En 2021, tenía 383 habitantes, una densidad poblacional de 0,6 hab./km², y 191 viviendas.